# Caminata
Caminata (Caminà in dialetto piacentino e dialetto bobbiese) è una frazione del comune italiano di Alta Val Tidone, in provincia di Piacenza, in Emilia-Romagna.
Fino al 31 dicembre 2017, prima della fusione con i limitrofi comuni di Nibbiano e Pecorara che ha dato vita al comune di Alta Val Tidone, è stato comune autonomo.

## Geografia fisica
Caminata è situata nel fondovalle della val Tidone, sulla sponda sinistra del torrente Tidone, ad un'altitudine di 364 m s.l.m..
Fino alla sua soppressione Caminata, con una superficie di 3,17 km², era il comune più piccolo della provincia di Piacenza.
Il territorio comunale di Caminata era diviso in due parti: una, comprendente il capoluogo, si trovava in val Tidone, sulla sponda sinistra del torrente Tidone, ad un'altitudine compresa tra 293 e 605 m s.l.m., mentre la seconda parte era costituita dall'exclave di Moncasacco, principale centro frazionale del comune, separata dal territorio comunale da una porzione di terreno larga circa 300 m parte dei comuni di Nibbiano e Ruino e situata in val Versa, a breve distanza da Pometo, capoluogo del comune di Ruino, in seguito divenuto capoluogo del comune di Colli Verdi. Rientrava nel territorio dell'exclave, per un breve tratto a partire dalla sua fonte, nel quale segnava il confine con la provincia di Pavia, il torrente Versa.

## Storia
La zona di Caminata fu abitata sin dall'epoca romana, come dimostrato dai ritrovamenti di diversi reperti, tra i quali i resti di una fornace nella zona della foce del rio Cavaglione nel Tidone; al tempo Caminata era probabilmente un piccolo abitato di carattere rurale dove erano situate alcune proprietà fondiarie.
Tra il IV e il V secolo venne costruita la prima chiesa di Caminata, su un poggio in posizione isolata rispetto al centro abitato, ad est rispetto alla strada che conduce a Torre Gandini; una pietra angolare dell'edificio, ritrovata nel 1954, è custodita a Caminata.
La prima testimonianza scritta sul villaggio di Caminata risale alla carta di Wala, redatta tra l'833 e l'835 da Wala, abate dell'abbazia di San Colombano di Bobbio, come corte di San Siforiano assieme alle vicine corti di Nibbiano e Pecorara. In quel periodo Caminata era utilizzato come base e alloggio da parte dei braccianti che avevano il compito del dissodamento e del disboscamento della zona per renderla adatta all'uso agricolo.
Il 18 luglio 929 è testimoniato il passaggio a Nibbiano dell'arca contenente il corpo di san Colombano durante la traslazione della salma da Pavia a Bobbio.
Nel 1014, con la creazione della diocesi di Bobbio, Caminata passa alle dipendenze della contea vescovile di Bobbio e ne segue la storia; un atto vescovile risalente al 1065 riporta la chiesa di san Sinforiano come dipendente dalla corte di Nibbiano.
Nel 1357 il castello di Moncasacco, così come il vicino oratorio furono distrutti ad opera delle truppe al soldo di Galeazzo II Visconti
Durante l'epoca viscontea, la zona venne concessa, da parte del duca di Milano Gian Galeazzo Visconti a Jacopo Dal Verme che lo aveva supportato con i ruoli di consigliere e capitano. Questo permise al Dal Verme, che già estendeva i propri possedimenti su Bobbio e sulla rocca d'Olgisio di costituire lo stato vermesco. A partire dal XV secolo il centro di Caminata venne fortificato dotandolo di alcune torri caratterizzate dalla presenza di camminamenti, dalle quali si originò il toponimo Caminata.
Divenuto parte del ducato di Parma e Piacenza, Caminata venne unito, insieme a buona parte del piacentino al regno di Sardegna nel 1743 a seguito del trattato di Worms; quando, 5 anni più tardi, con il trattato di Aquisgrana, il piacentino tornò a far parte del ducato di Parma e Piacenza, Caminata rimase parte del regno di Sardegna, come parte della provincia di Bobbio, diventando sede di dogana tra le due entità statali.
Nel 1801 il territorio fu annesso alla Francia napoleonica, rimanendovi parte fino al 1814. Nel 1859 entrò a far parte nel circondario di Bobbio della provincia di Pavia e, quindi, della Lombardia. Nel 1923, con lo smembramento del circondario di Bobbio, entrò a far parte, insieme ai comuni valtidonesi di Ruino, Romagnese, Trebecco e Zavattarello, della provincia di Piacenza.
Questa divisione comportò numerose proteste degli abitanti dei centri dell'alta valle, desiderosi di rimanere in provincia di Pavia. Le proteste culminarono nella marcia su Bobbio e nell'indizione di alcuni referendum che, tenutisi il 27 febbraio 1925, videro la vittoria della fazione che chiedeva il ritorno in provincia di Pavia. Nel 1926, in parziale accoglimento dei risultati dei referendum, i comuni di Romagnese, Ruino e Zavattarello vennero annessi alla provincia di Pavia, mentre Caminata, così come Trebecco, rimase parte della provincia di Piacenza. Nel 1928 i comuni di Caminata e di Trebecco vennero soppressi ed il loro territorio venne inglobato nel comune di Nibbiano.
Nel 1937 le frazioni di Moncasacco, Mostarine e Casanova, in precedenza parte del comune di Caminata, vennero distaccate dal comune di Nibbiano e aggregate al comune di Pometo, tornando così a far parte della provincia di Pavia. Nel 1950 il comune di Caminata venne ripristinato nei confini in vigore prima della soppressione, incluse quindi le frazioni di Moncasacco, Mostarine e Casanova, rimanendo comunque inserito nella provincia di Piacenza.
Nel gennaio 1964 il deputato pavese Fortunato Bianchi presentò alla Camera dei deputati una proposta di legge per il distacco delle frazioni di Moncasacco, Mostarine e Canova dal comune di Caminata e la loro conseguente aggregazione al comune di Ruino, tuttavia la proposta non venne approvata.
Il 28 luglio 2016 il consiglio comunale approvò un'istanza per chiedere alla regione l'avvio della procedura di fusione con i comuni di Nibbiano e Pecorara. L'assemblea legislativa della regione Emilia-Romagna approvò il progetto di legge per l'istituzione di un nuovo comune il 28 febbraio 2017, in seguito ad esso venne indetto un referendum consultivo nei tre territori comunali, poi fissato per il 28 maggio 2017. Il referendum vide la vittoria del sì in tutti e tre i comuni, permettendo il proseguimento dell'iter di fusione. Il referendum vide anche la scelta del nome del nuovo comune, Alta Val Tidone, che venne istituito a partire dal 1º gennaio 2018.

### Simboli
Il comune utilizzava uno stemma privo di concessione ufficiale che si può blasonare:
La rocca sui monti ricorda il fortilizio medievale. Il sigillo raffigurato è quello dell'abbazia di San Colombano di Bobbio, che dominava la zona.
Il gonfalone era un drappo tagliato di azzurro e di rosso.

## Monumenti e luoghi d'interesse

### Architetture religiose

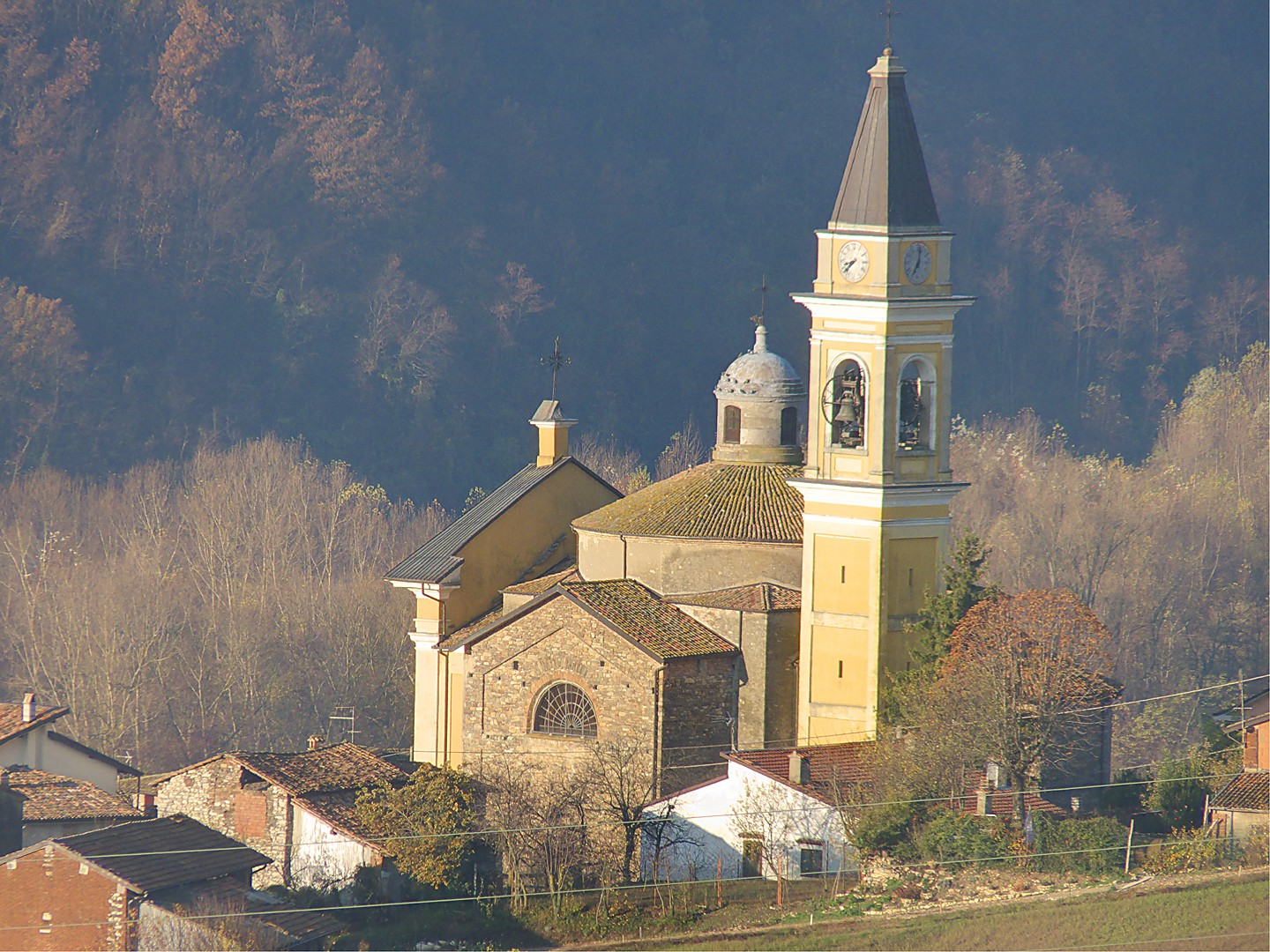
La chiesa dei Santi Timoteo e Sinforiano

Chiesa parrocchiale dei Santi Timoteo e SinforianoCostruita tra il 1796 e il 1856 in stile neoclassico su progetto redatto dall'architetto Pittaluga, e consacrata nel maggio 1916 dal vescovo di Bobbio Pietro Calchi Novati, riprende la dedicazione di un edificio preesistente il quale era già citato, con la sola dedica a san Sinforiano, nell'elenco dei beni dell'abbazia di San Colombano di Bobbio redatto negli anni compresi tra l'833 e l'835 dall'abate Wala. L'edificio presenta una facciata in pieno stile neoclassico preceduta da un sagrato accessibile tramite una serie di scalini realizzati in pietra. La facciata presenta un frontone di forma triangolare ed è rinserrata agli angoli da lesene binate tuscaniche. L'interno è accessibile tramite un unico portale centrale, sormontato da una lunetta con finestra. La chiesa presenta una pianta centrale a croce greca allungata ed è dotata di una cupola con lanterna. La torre campanaria originale, risalente al 1776 e costruita in stile barocco, venne distrutta nel 1932 e sostituita l'anno successivo da una nuova costruzione.

### Architetture militari
CaminateTorri realizzate in gran numero all'interno dell'abitato di Caminata, il cui nome deriva proprio dalla loro presenza, durante il dominio della famiglia Dal Verme, nell'ambito della fortificazione del borgo; delle torri realizzate, due sono ancora identificabili: la prima si trova in via Vittorio Emanuele II ed è una casa torre realizzata in pietra con inciso su una parete l'anno 1622, mentre la seconda, situata nella piazza principale del paese, è una torre a cui successivamente venne addossata un'abitazione e che riporta l'anno 1799.

## Società

### Evoluzione demografica
Abitanti censiti

## Cultura
Questo paese fa parte del territorio culturalmente omogeneo delle quattro province (Alessandria, Genova, Pavia, Piacenza), caratterizzato da usi e costumi comuni e da un importante repertorio di musiche e balli molto antichi. Strumento principe di questa zona è il piffero appenninico che accompagnato dalla fisarmonica, e un tempo dalla müsa (cornamusa appenninica), guida le danze e anima le feste.

## Geografia antropica
Facevano parte del comune di Caminata, oltre al capoluogo comunale, la frazione di Moncasacco, unico centro frazionale minore di un certo rilievo, situata in un'exclave che comprendeva anche le località di Canova, Mostarina di Sotto e Mostarina di Sopra.

## Infrastrutture e trasporti
Il territorio comunale di Caminata era attraversato dalla strada statale 412 della Val Tidone, la quale attraversava il capoluogo e dalla strada provinciale 49 di Rossarola arteria che si dirama dalla strada statale 412 a monte di Caminata e che raggiunge il confine con la provincia di Pavia, per, poi, proseguire verso Pometo.

## Amministrazione
Di seguito è presentata una tabella relativa alle amministrazioni che si sono succedute in questo comune.
| Periodo        | Periodo          | Primo cittadino  | Partito                   | Carica  | Note   |
| -------------- | ---------------- | ---------------- | ------------------------- | ------- | ------ |
| 14 luglio 1985 | 9 giugno 1990    | Eugenio Dovati   | Democrazia Cristiana      | Sindaco | [ 32 ] |
| 9 giugno 1990  | 24 aprile 1995   | Eugenio Dovati   | Democrazia Cristiana      | Sindaco | [ 32 ] |
| 24 aprile 1995 | 14 giugno 1999   | Eugenio Dovati   | centro-destra             | Sindaco | [ 32 ] |
| 14 giugno 1999 | 14 giugno 2004   | Eugenio Dovati   | lista civica              | Sindaco | [ 32 ] |
| 14 giugno 2004 | 8 giugno 2009    | Danilo Dovati    | lista civica              | Sindaco | [ 32 ] |
| 8 giugno 2009  | 26 maggio 2014   | Danilo Dovati    | lista civica              | Sindaco | [ 32 ] |
| 26 maggio 2014 | 31 dicembre 2017 | Carmine De Falco | lista civica: casa comune | Sindaco | [ 32 ] |

### Altre informazioni amministrative
Tra il 2001 e il 2009, anno in cui l'ente è stato soppresso, Caminata ha fatto parte della comunità Montana valle del Tidone.